# Тренк, Фридрих фон дер
Фрайхерр Фридрих фон дер Тренк (нем. Friedrich Freiherr von der Trenck; 16 февраля 1726, Хальденслебен, Саксония-Анхальт — 25 июля 1794, Париж) — прусский дворянин, офицер и авантюрист.

## Биография
Фридрих Тренк родился в 1726 году в дворянской семье. С ранних лет он знал несколько языков, хорошо фехтовал. Документы свидетельствуют, что в 1741 году Фридрих был студентом юридического факультета Кёнигсбергского университета. В ноябре 1742 года он стал кадетом в гвардию корпуса Фридриха Великого, а шесть недель спустя был назначен корнетом и в 1744 году получил назначение ордонанс-офицером при Фридрихе Великом. Год спустя Тренк был арестован. Сам авантюрист в своих мемуарах утверждал, что это произошло из-за его романа с принцессой Амалией Прусской, сестрой Фридриха II, однако историографические подтверждения этого отсутствуют. Возможной причиной ареста представляются контакты, которые он поддерживал со своим двоюродным братом Францем фон дер Тренком, состоявшим на службе у австрийцев. Впрочем, недавно обнаруженное письмо Тренка, датированное 1787 годом, позволяет говорить как минимум о близком знакомстве Тренка с принцессой Амалией. Вплоть до XX века ходили слухи что принцесса Амалия тайно вышла замуж за барона Фридриха Тренка и даже забеременела от него, а когда ее брат король узнал об этом, то принцесса была отправлена в Кведлинбургское аббатство, куда многие прусские аристократки отправлялись рожать незаконнорожденных детей. То, что Амалия пребывала в этом аббатстве — факт, но слухи о том, что принцесса там родила ребенка от Тренка, не имеют никаких серьезных подтверждений.
В качестве наказания Тренк был заключён в своей воинской части. Когда война закончилась, его место в армии занял другой, и Фридрих написал достаточно резкое письмо королю с требованием передать его военному трибуналу.
В 1746 году после нескольких неудачных попыток ему и группе его сослуживцев удалось бежать из военной крепости в Глатце. Тренк обосновался в Вене (столице Австрии которая была тогда врагом Пруссии), а в августе 1748 года отправился в Голландию, однако в Нюрнберге русский генерал Ливен убедил его поступить на военную службу в России. Будучи уже в российской армии он получил известие о смерти своего двоюродного брата Франца, и стал наследником его огромного состояния. Тренк снова вернулся в Вену, чтобы уладить вопросы касаемо наследства. В 1749 году Тренк получил назначение ротмистром в кирасирский полк имперской армии в Венгрии.
В 1753 году в Данциге умерла его мать, и он несмотря на огромный риск отправился на похороны, но был схвачен по приказу короля Фридриха и без суда и следствия препровождён в Магдебургскую цитадель. После неудачной попытки побега авантюриста заковали в цепи по рукам и ногам и перевели в форт Берге, который был частью Магдебургской крепости. Там его поместили в специально построенную для него камеру, где была вырыта могила с его именем, стояли массивные двери, а её стены уходили глубоко в грунт.
О своем дальнейшем заключении Тренк написал в своих мемуарах, которые издал после освобождения, но поручиться за их достоверность не может ни один историк.
Согласно мемуарам в одиночной камере форта, Тренк провёл почти 9 лет. Несколько раз он пытался бежать, но безуспешно. Во время одного из побегов он попытался прорезать двери камеры специально зазубренным ножом, но нож сломался и часть клинка выпала наружу, узник сначала вскрыл себе вены, но потом одумался, и решил отчаянно драться с охраной прежде чем его обратно вернули в камеру.
Тренк не был лишён чувства юмора, однажды с помощью сообщников получив нужные инструменты и, избавившись от цепей, он попытался сбежать через подкоп, но охрана заподозрила неладное, и Тренк решил поиздеваться над тюремщиками, утверждая, что ему приносит инструменты для подкопа сам дьявол. На суеверную охрану это произвело сильное впечатление, но за Тренком стали следить, и на некоторое время ему пришлось забыть о попытке к бегству. Когда комендантом крепости был назначен принц Гассель-Кассельский, он решил сжалиться и смягчить участь знаменитого беглеца, избавив его от тяжёлых цепей, в благодарность Тренк пообещал не совершать побега пока тот занимает должность коменданта. Через полтора года принц ушёл с занимаемой должности и покинул гарнизон, так авантюрист снова начал готовиться к побегу.
Однажды во время очередного подкопа, в подземном проходе, который он сделал, массивный камень упал и перегородил путь назад, узник оказался в безвыходном положении, и вскоре начал задыхаться. Как ему удалось спастись из этой ловушки — не известно, по его словам он прорыл небольшую ямку под камнем и опустил его в эту нишу.
Потом Тренк совершил подкоп, но передумал убегать, он сказал, что хочет показать своё благородство, доказать, что может сбежать, но не станет этого делать, и заявил охране, что может в любой момент выйти из камеры по своему желанию. Начальство пообещало не наказывать его, если он расскажет, как и с помощью каких инструментов совершил подкоп, а когда увидела все инструменты и оценила его невероятный трудоёмкий план побега, сообщила об этом королю. Король смягчил наказание и в 1763 году после вмешательства императрицы Марии Терезии Фридрих фон дер Тренк получил долгожданную свободу.
Последующие десятилетия жизни Тренка были полны приключений. Барон отправился в Вену, а уже через два года с разрешения императора переехал на постоянное место жительства в Аахен. В декабре 1765 года он женился на дочери бургомистра Марии Элизабет де Бро цу Дипенбендт, которая родила ему четырнадцать детей. В Аахене он торговал венгерскими винами и редактировал газету «Aachener Zeitung» (нем.: Аахенская газета), но коммерческие неудачи заставили авантюриста в начале 1780-х годов переехать в свои венгерские поместья. Он занимался литературной деятельностью и издал мемуары которые пользовались популярностью у читателей, путешествовал по Англии и Франции. В аристократических кругах Тренк открыто высказывался за отмену привилегий дворянства, что немало удивляло окружающих, так как он и сам был знатным дворянином.
В разгар Французской революции Тренк отправился в Париж. С какой целью он прибыл в столицу Франции неизвестно, возможно он сделал это по поручению австрийской короны как агент разведки, возможно ради личного интереса. Доподлинно известно только то, что в 1794 году подозреваемый в шпионаже Тренк оказался в тюрьме Сен-Лазар и по приговору революционного трибунала был казнён на гильотине 25 июля, за два дня до свержения Робеспьера.

## В кино
- кинофильм 1932 года «Тренк» (другие названия «Фаворит короля», «Роман большой любви») с Хансом Штюве в заглавной роли;
- кинофильм 1940 года «Пандур Тренк» о жизни двоюродного брата Фридриха пандура Франца фон дер Тренка, где Ханс Альберс исполняет три роли: пандура, его отца и его двоюродного брата Фридриха.
- телесериал 1972 года «Невероятная история жизни Фридриха барона фон дер Тренка», режиссера Фрица Умгельтера. Пятисерийный немецко-австрийско-французско-итальянский совместный проект показал фон дер Тренка в романтическом свете, подчеркнув его благородство характера и достойное поведение в различных ситуациях. Роль фон дер Тренка исполнил Маттиас Хабих.[8]
- кинофильм 2003 Тренк — Два сердца против короны («Trenck — Zwei Herzen gegen die Krone», ФРГ, 2003), в русском прокате — «Тренк. Любовь против короны»[9]. В главной роли — Бен Беккер (ФРГ).